# Hjortsberga socken, Blekinge
Hjortsberga socken i Blekinge ingick i Medelstads härad, uppgick 1967 i Ronneby stad och området ingår sedan 1971 i Ronneby kommun och motsvarar från 2016 Hjortsberga distrikt i Blekinge län.
Socknens areal är 69,9 kvadratkilometer, varav land 65,4. År 2000 fanns här 1 140 invånare. Tätorten Johannishus med Hjortsberga kyrka ligger i denna socken.

## Administrativ historik
Socknen har medeltida ursprung med en kyrka från 1100-talet. Socknen kallas i 1569 års jordebok Jordsberga men på kartan som är bifogad vid kung Valdemars jordebok finns den under namnet Hjortsberghe.
Vid kommunreformen 1862 övergick socknens ansvar för de kyrkliga frågorna till Hjortsberga församling och för de borgerliga frågorna till Hjortsberga landskommun. Landskommunen uppgick 1952 i Listerby landskommun och uppgick 1967 i Ronneby stad som 1971 uppgick i Ronneby kommun. Församlingen uppgick 2002 i Listerby församling som 2010 uppgick i Ronneby församling.
1 januari 2016 inrättades distriktet Hjortsberga, med samma omfattning som församlingen hade 1999/2000.
Socknen har tillhört fögderier, tingslag och domsagor enligt vad som beskrivs i artikeln Medelstads härad. Socken indelades fram till 1901 i 15 båtsmanshåll, vars båtsmän tillhörde Blekinges 4:e (1:a före 1845) båtsmanskompani.

## Geografi
Hjortsberga socken ligger kring Listerbyån norr om Förkärla socken. Marken är skogklädd, med odlad mark vid Listerbyån. Större delen av socknen upptas av Johannishus fideikommiss.

## Gårdar
- Nr 1 Stensjömåla
- Nr 2 Tolseboda
- Nr 3 Kanteryd
- Nr 4 Arvidstorp
- Nr 5 Vermansnäs
- Nr 6 Hillerslätt
- Nr 7-11 Liatorp
- Nr 12-20 Vång
- Nr 21 Tjustorp
- Nr 22 Ryd
- Nr 23 Arvidstorp
- Nr 25-27 Djurtorp
- Nr 28-32 Hjortsberga
- Nr 33 Ormanstorp
- Nr 34-37 Mölleryd
- Nr 38 Johannishus

## Fornminnen
Fornlämningarna består mestadels av järnåldersgravfält, särskilt i trakten av kyrkan. 
Landskapsmässigt karakteriseras området av ett rullstensåssystem som ringlar sig i nordsydlig riktning genom landskapet från kusten vid Hjortahammar söder om sockengränsen och norrut i c:a 15 km. Åsarna är i hela sin sträckning täckta med gravanläggningar från stenålder fram till den kristna tidens början omkring år 1000 e.Kr. Praktfulla gravfält från 200-1000-talet kan ses vid bland annat Kasakulle, 3 km norr om Johannishus och Hjortsberga gravfält, väster om kyrkan i Johannishus. Gravfälten består av många gravtyper såsom, skeppssättningar, treuddar, fyrsidiga stensättningar, gravrösen, gravhögar och rest stenar. Domarringar finns bland annat vid Johannishus slott och Vång.

### Gravrösen
Landskapet runt åsarna är idag jordbruksmark och har så delvis också varit från den tidigaste bofasta tiden. Söker man sig in i skogarna där åkermarken slutar så hittar man på bergsryggarna på bägge sidor om åsarna de typiska gravanläggningarna från bronsåldern cirka 1800–1000 f.Kr. i form av många stora stenrösen ibland också med en krater så kallade Kraterröse. Vid Östra Vång med  vägvisare från vägen mot Liatorp kan en av landets bäst bevarade kraterrösen ses.  Dessa storslagna gravanläggningar ligger som ett pärlband ända ner mot kusten där det allra största röset kan ses från E22 vid Ronneby. Vid ett annat av de större rösena vid Gärestad har en senare förbannelse mot förstörelse ristats in i en stenhäll.

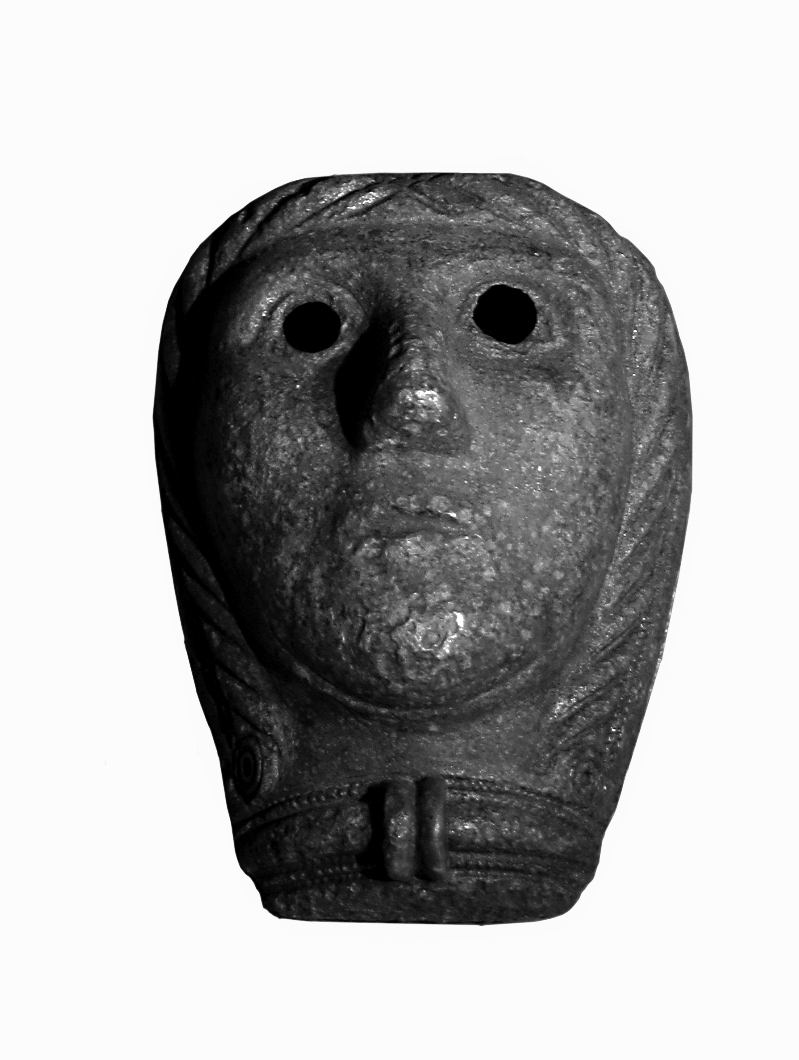
Bronsmask.

### Röjningsrösen
I skogstrakterna vid dessa rösen hittar man idag också ett av de få synliga bosättningsspår av tidigare bosättningar i form av fossila åkrar bestående av små stenrösen så kallade röjningsrösen. Röjningsrösena tillkom genom att man svedde skogen och därefter plockade bort hanterlig sten och samlade dessa i rösen oftast med några få meter mellan varje röse. Därefter kunde man odla denna röjda mark i några år innan jorden var utsugen och ny mark behövde röjas. Dessa röseområden består ibland av ett mindre antal, 5–10 st, tillsammans och ibland upp till ett 100-tal. Röjningsrösen är utan undersökning svåra att datera men av enstaka undersökningar i den södra delen vid Listerby har rösen kunnat dateras till bronsåldern. Med anledning av denna datering kan man anta att områdena med röjningsrösen längs med Johannishus åsarna  har tillkommit från bronsåldern fram till 1800-talet.
Rösena varierar från små 1–2 meter i diameter och ett par decimeter i höjd till större väl lagda med en höjd av 1,5 m. De mindre rösena är oftast kraftigt övertorvade och kan i vissa fall med svårighet ses i terrängen och varvid man kan misstänka en högre ålder på dessa än de mera högresta och vällagda vilka härrör från senare sekler.

### Fornfynd
På den brukade åkermarken ses idag inga synliga spår av forntida verksamhet men av föremålsfynd på gårdarna och föremål på Blekinge museum visar dessa en varierande verksamhet i form av bl.a. yxor av olika slag, pilspetsar, slipstenar, pärlor, vävtyngder  och malstenar. En 6 kg tung guld- och silverskatt framkom 1865 i Västra Vång med vikingatida ursprung vilken numera kan ses på Statens Historiska museum i Stockholm och bestod förutom av en mängd mynt också av hals- och armband samt bitsilver.
En av de senare större gjorda utgrävningarna i området skedde 2004 på åkermarken vid Västra Vång där det framkom spår i form av husgrunder, härdar och järnframställningsugn visar på ett större bosättningskomplex från Romersk järnålder cirka 0–400-talen. Vid denna utgrävning påträffades också det mest uppmärksammaste fyndet under senare år i form av en c:a 10 cm hög med troligt keltiskt ursprung som kan ses på Blekinge museum.

## Namnet
Namnet (1471 Hiorsbærgsongh), taget från kyrkbyn, betyder sannolikt ’berget där hjortar brukar hålla till'.

## Befolkningsutveckling
| Befolkningsutvecklingen i Hjortsberga socken, Blekinge 1750–1990                                        | Befolkningsutvecklingen i Hjortsberga socken, Blekinge 1750–1990 | Befolkningsutvecklingen i Hjortsberga socken, Blekinge 1750–1990 | Befolkningsutvecklingen i Hjortsberga socken, Blekinge 1750–1990 | Befolkningsutvecklingen i Hjortsberga socken, Blekinge 1750–1990 |
| --- | ---------------------------------------------------------------- | ---------------------------------------------------------------- | ---------------------------------------------------------------- | ---------------------------------------------------------------- |
| |                                                                  |                                                                  |                                                                  |                                                                  |
| År |                                                                  |                                                                  | Folkmängd                                                        |                                                                  |
| 1750 | 1750                                                             |                                                                  | 296                                                              |                                                                  |
| 1760 | 1760                                                             |                                                                  | 595                                                              |                                                                  |
| 1769 | 1769                                                             |                                                                  | 673                                                              |                                                                  |
| 1780 | 1780                                                             |                                                                  | 733                                                              |                                                                  |
| 1790 | 1790                                                             |                                                                  | 732                                                              |                                                                  |
| 1800 | 1800                                                             |                                                                  | 726                                                              |                                                                  |
| 1810 | 1810                                                             |                                                                  | 809                                                              |                                                                  |
| 1820 | 1820                                                             |                                                                  | 863                                                              |                                                                  |
| 1830 | 1830                                                             |                                                                  | 1 007                                                            |                                                                  |
| 1840 | 1840                                                             |                                                                  | 1 191                                                            |                                                                  |
| 1850 | 1850                                                             |                                                                  | 1 313                                                            |                                                                  |
| 1860 | 1860                                                             |                                                                  | 1 288                                                            |                                                                  |
| 1870 | 1870                                                             |                                                                  | 1 287                                                            |                                                                  |
| 1880 | 1880                                                             |                                                                  | 1 285                                                            |                                                                  |
| 1890 | 1890                                                             |                                                                  | 1 226                                                            |                                                                  |
| 1900 | 1900                                                             |                                                                  | 1 191                                                            |                                                                  |
| 1910 | 1910                                                             |                                                                  | 1 186                                                            |                                                                  |
| 1920 | 1920                                                             |                                                                  | 1 172                                                            |                                                                  |
| 1930 | 1930                                                             |                                                                  | 1 146                                                            |                                                                  |
| 1940 | 1940                                                             |                                                                  | 1 154                                                            |                                                                  |
| 1950 | 1950                                                             |                                                                  | 1 030                                                            |                                                                  |
| 1960 | 1960                                                             |                                                                  | 955                                                              |                                                                  |
| 1970 | 1970                                                             |                                                                  | 1 041                                                            |                                                                  |
| 1980 | 1980                                                             |                                                                  | 1 073                                                            |                                                                  |
| 1990 | 1990                                                             |                                                                  | 1 194                                                            |                                                                  |
| Anm: Källor: Umeå universitet - Tabellverket 1749-1859, Demografiska databasen, CEDAR, Umeå universitet |                                                                  |                                                                  |                                                                  |                                                                  |

### Fotnoter
1. 1 2 3  Svensk Uppslagsbok andra upplagan 1947–1955: Hjortsberga socken
2. 1 2  Harlén, Hans; Harlén Eivy (2003). Sverige från A till Ö: geografisk-historisk uppslagsbok. Stockholm: Kommentus. Libris 9337075. ISBN 91-7345-139-8
3. ↑  ”Församlingar”. Statistiska centralbyrån. https://www.scb.se/hitta-statistik/regional-statistik-och-kartor/regionala-indelningar/forsamlingar/. Läst 30 december 2022.
4. ↑  "Ostkanten" om Blekinge och Södra Möres båtsmän
5. 1 2  Sjögren, Otto (1932). Sverige geografisk beskrivning del 3 Blekinge, Kristianstads, Malmöhus och Hallands län samt staden Göteborg. Stockholm: Wahlström & Widstrand. Libris 9940
6. 1 2 3  Nationalencyklopedin
7. ↑  Fornlämningar, Statens historiska museum: Hjortsberga socken, Blekinge
8. ↑  Fornminnesregistret, Riksantikvarieämbetet: Hjortsberga socken, Blekinge Fornminnen i socknen erhålls på kartan genom att skriva in sockennamn (utan "socken") i "Ange geografiskt område"